# Joan Cañellas
Joan Cañellas Reixach, né le 30 septembre 1986 à Santa Maria de Palautordera, est un joueur de handball international espagnol évoluant au poste de demi-centre. 
Champion du monde en 2013 puis double champion d'Europe en 2018 et 2020 avec l'Espagne, il évolue depuis 2021 au sein du club suisse du Kadetten Schaffhouse. Avec le club macédonien du Vardar Skopje, il a remporté la Ligue des champions en 2017.
Il est le frère ainé de Marc Cañellas.

## Palmarès

### Club
Compétitions internationales
- Ligue des champions
  - Vainqueur (1) : 2017
  - Finaliste (2) : 2011, 2012
- Coupe du monde des clubs
  - Vainqueur (2) : 2010, 2012
  - Finaliste (1) : 2011

Compétitions régionales
- Vainqueur de la Ligue SEHA (2) : 2017, 2018

Compétitions nationales
- Championnat d'Espagne
  - Vainqueur (2) : 2006 et 2010
  - Vice-champion (3) : 2011, 2012, 2013
- Vainqueur de la Coupe du Roi (4) : 2007, 2011, 2012, 2013
- Coupe ASOBAL
  - Vainqueur (1) : 2011
  - Finaliste (3) : 2010, 2012, 2013
- Vainqueur de la Supercoupe d'Espagne (3) : 2006-07, 2010-11, 2011-12
- Vainqueur de la Supercoupe d'Allemagne (2) : 2014-15, 2015-16
- Vainqueur du Championnat d'Allemagne (1) : 2015
- Vainqueur du Championnat de Macédoine (2) : 2017, 2018
- Vainqueur de la Coupe de Macédoine (2) : 2017, 2018
- Vainqueur du Championnat de Hongrie (1) : 2021
- Vainqueur de la Coupe de Hongrie (1) : 2019
- Vainqueur du Championnat de Suisse (1) : 2022
- Vainqueur de la Coupe de Suisse (1) : 2022

### Équipe d'Espagne
Championnats du monde
- 13e place au Championnat du monde 2009 en  Croatie
- Médaillé de bronze au Championnat du monde 2011 en  Suède
- Médaillé d'or au Championnat du monde 2013 en  Espagne
- 4e place au Championnat du monde 2015 au  Qatar
- 5e place au Championnat du monde 2017 en  France
- 7e place au Championnat du monde 2019 au  Danemark et en  Allemagne
- Médaillé de bronze au Championnat du monde 2021 en  Égypte
- Médaillé de bronze au Championnat du monde 2023 en  Pologne et  Suède

Championnats d'Europe
- 4e place au Championnat d'Europe 2012 en  Serbie
- Médaillé de bronze au Championnat d'Europe 2014 au  Danemark
- Médaille d'argent au Championnat d'Europe 2016 en  Pologne
- Médaille d'or au Championnat d'Europe 2018 en  Croatie
- Médaille d'or au Championnat d'Europe 2020 en  Suède
- Médaille d'argent au Championnat d'Europe 2022 en  Pologne

Jeux olympiques
- 7e place aux Jeux olympiques de 2012 de Londres au  Royaume-Uni

### Récompenses individuelles
- Meilleur buteur du Championnat d'Europe 2014 avec 50 buts[4]
- Élu meilleur demi-centre du Championnat d'Espagne (2) : 2012[5], 2013[6]